# Barrie (Canada)
Barrie is een stad in Canada in de provincie Ontario. In 2007 telde Barrie 128.430 inwoners, de stad groeit snel. Hiermee is het de 35e stad van Canada. De stad is gelegen aan Kempenfelt Bay, Simcoemeer.

## Stedenbanden
- Zweibrücken
- Taizhou

## Geboren in Barrie
- Sarah Burke (3 september 1982), freestyleskiester
- Kate Todd (12 december 1987), actrice

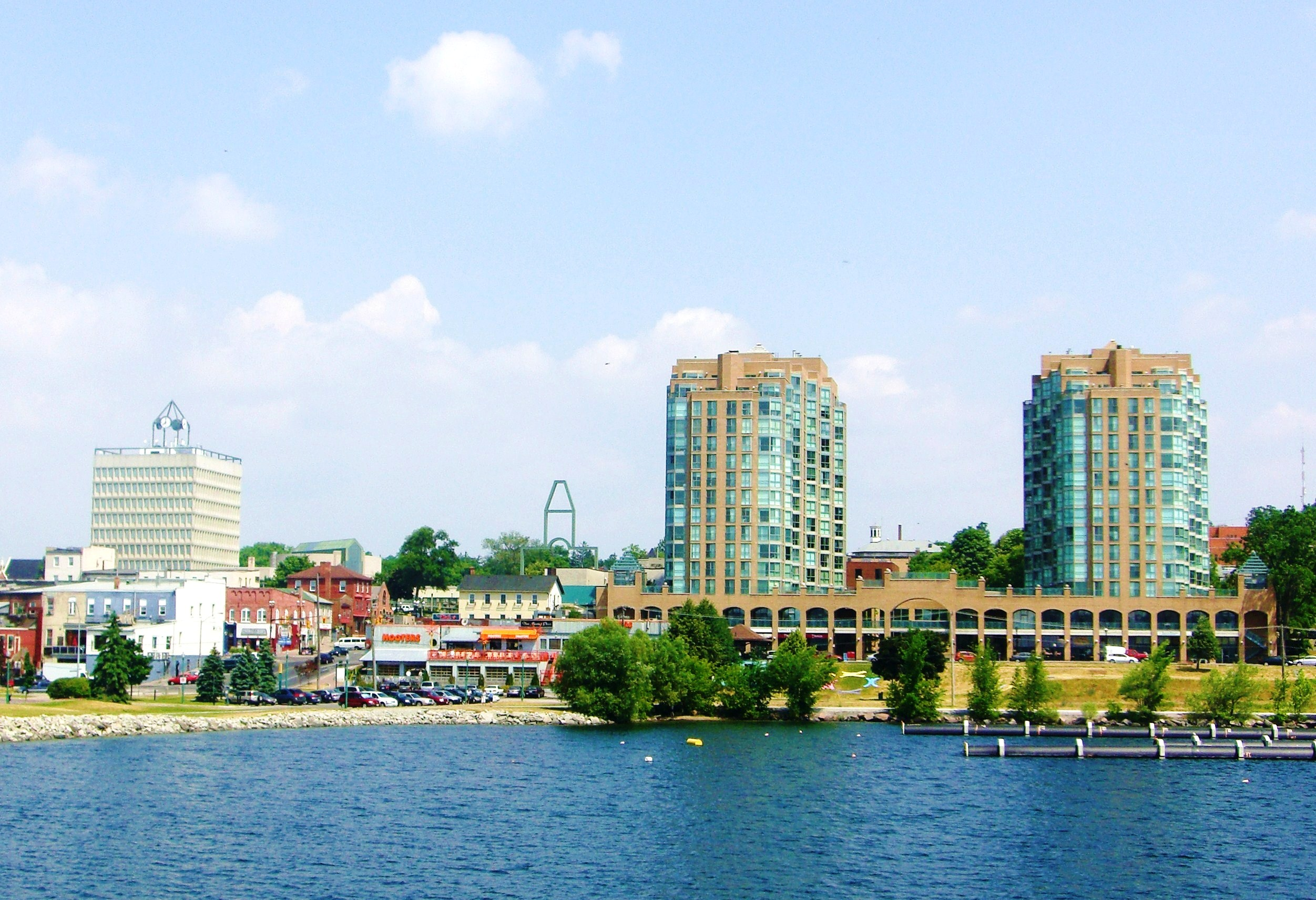
Skyline van Barrie